# میش‌مرغ‌مانندان
میش‌مرغ‌مانندان (به لاتین: Otidae) یک کلاد است که بالاراسته‌های میش‌مرغ‌ریختان (هوبره‌ها، توراکوها و کوکوها) و آوندریختان (شبگردها، بادخورک‌ها و مرغ‌های مگس) را پوشش می‌دهد. در سال ۲۰۱۴ با تجزیه و تحلیل ژنوم شناسایی شد. پیش از این تصور می‌شد که Cypselomorphae با پرندگانی مانند کبوتر، فلامینگو، پرندگان استوایی و کاگو در آرایه دیگرپرندگان مرتبط است. آنها یک شاخه پایه‌ای از کلاد گنجشک‌واران (Passerea) را اشغال می‌کنند.